# Ріверсайд (Айова)
Ріверсайд (англ. Riverside) — місто (англ. city) в США, в окрузі Вашингтон штату Айова. Населення — 1060 осіб (2020).

## Географія
Ріверсайд розташований за координатами 41°28′59″ пн. ш. 91°34′20″ зх. д. / 41.48306° пн. ш. 91.57222° зх. д. (41.483060, -91.572319).  За даними Бюро перепису населення США в 2010 році місто мало площу 4,46 км², уся площа — суходіл.

## Демографія
Згідно з переписом 2010 року, у місті мешкали 993 особи в 435 домогосподарствах у складі 267 родин. Густота населення становила 223 особи/км².  Було 503 помешкання (113/км²).
Расовий склад населення:
| - 97,8 % — білих - 0,8 % — чорних або афроамериканців - 0,3 % — корінних американців |

До двох чи більше рас належало 1,1 %. Частка іспаномовних становила 1,2 % від усіх жителів.
За віковим діапазоном населення розподілялося таким чином: 24,5 % — особи молодші 18 років, 62,2 % — особи у віці 18—64 років, 13,3 % — особи у віці 65 років та старші. Медіана віку мешканця становила 37,5 року. На 100 осіб жіночої статі у місті припадало 94,3 чоловіків;  на 100 жінок у віці від 18 років та старших — 93,3 чоловіків також старших 18 років.
Середній дохід на одне домашнє господарство  становив 58 570 доларів США (медіана — 51 250), а середній дохід на одну сім'ю — 72 833 долари (медіана — 68 068). За межею бідності перебувало 13,6 % осіб, у тому числі 21,5 % дітей у віці до 18 років та 7,5 % осіб у віці 65 років та старших.
Цивільне працевлаштоване населення становило 626 осіб. Основні галузі зайнятості: освіта, охорона здоров'я та соціальна допомога — 32,7 %, виробництво — 17,1 %, роздрібна торгівля — 10,4 %, науковці, спеціалісти, менеджери — 8,6 %.